# Emma Bindschedler
Emma Bindschedler (* 23. November 1852 in Zürich; † 15. August 1900 in Köln) war eine Schweizer Malerin und Mitbegründerin der «Kunstschule für Damen» in Köln.

## Leben und Werk
Emma Bindschedler war die Tochter des Baumwollkaufmanns Friedrich Rudolf Bindschedler (1819–1892) und der Anna Elisabeth, geborene Tauber aus Fürth. Zusammen mit ihren vier Geschwistern wuchs sie in einer behüteten grossbürgerlichen Umgebung in Zürich auf. Ihre Schwester war die spätere Kinder- und Jugendbuchautorin Ida Bindschedler.
Emma Bindschedler schuf Porträts und Genrebilder. Zusammen mit ihrer zeitweiligen Lebensgefährtin Jenny Hippenmeyer gründete sie eine «Kunstschule für Damen» in Köln. An dieser unterrichtete sie Malen und Zeichnen. Zudem schrieb sie Kunstkritiken für eine Kölner Zeitung.